# Lycaenopsis lychorida
Lycaenopsis lychorida är en fjärilsart som beskrevs av Hans Fruhstorfer 1921/22. Lycaenopsis lychorida ingår i släktet Lycaenopsis och familjen juvelvingar. Inga underarter finns listade i Catalogue of Life.